# Graham Cummins
Graham Rickard Cummins es un futbolista irlandés nacido en Cork el 29 de diciembre de 1987. Juega como delantero para el St Johnstone de la Scottish Premier League, la liga más importante de Escocia. 

## Trayectoria
Antes de fichar su primer contrato como profesional en el 2006 con el Cobn Ramblers FC, Cummins jugó la mayor parte de su juventud en el Tramore Athletic F.C. y en el College Corinthians A.F.C.. Con el Cobn Ramblers consiguió en la temporada 2007 el campeonato de la FAI First Division y con ello el ascenso a la Premier League de Irlanda de la mano del entrenador Stephen Henderson.Esa temporada anotó un total de 11 goles "Jugador del año de la FAI First Division".Pero la temporada el equipo retorno de nuevo a la FAI First Division.
Después del descenso del Cobn, Cummins ficha por el Waterford Untd dirigido también por Stephen Henderson.Esa temporada se proclama campeón de la Munster Senior Cup al vencer 2 a 0 al Rockmount AFC.Marca un total de 17 goles, volviendo a ser nombrado "Jugador del año de la FAI First Division" por segunda vez. 
En marzo de 2010 firma por el club de su ciudad natal, Cork City. Esa temporada acaba como máximo realizador de la FAI First Division y es de nuevo elegido como el "Jugador del año de la FAI Division".Además es elegido como uno de los "Jugadores del equipo del año de la FAI Division".Esa temporada debuta con la selección Sub-23 jugando los noventa minutos en la victoria contra la selección de Estonia por 0 a 1.En octubre de 2011, se convierte en el primer jugador del Cork en superar la barrera de los veinte goles en una temporada al marcar contra el Monaghan United en un partido contra Monaghan, Cummins anotó su gol 21 de la temporada, convirtiéndose en el primer jugador en la ciudad de Cork en marcar más de 20 goles en una temporada.Finalmente logró alcanzar los 24 goles esa temporada incluyendo el gol que llevó al club a alzars con el título de campeón en el minuto 94 de partido contra el Shelbourne FC.
El 30 de enero de 2011, el Cork City lo traspasa al Preston North End FC inglés que a la siguiente temporada lo cede al Rochdale AFC.Al finalizar contrato con el Preston North End ficha como agente libre por un año con el Exeter City.
El 25 de mayo de 2015 comienza su aventura escocesa firmando por el  St Johnstone de la Premier League.

## Palmarés

### Clubes
| Club             | País    | Título             | Año     |
| ---------------- | ------- | ------------------ | ------- |
| Cobh Ramblers FC | Irlanda | FAI First Division | 2007    |
| Waterford United | Irlanda | Munster Senior Cup | 2008/09 |
| Cork City        | Irlanda | FAI First Division | 2011    |

### Individuales
- PFAI First Division Player of the Year (2): 2010, 2011
- PFAI First Division Team of the Year (4): 2007, 2009, 2010, 2011

- Datos: Q5592759
- Multimedia: Graham Cummins / Q5592759